# Garcinia heterophylla
Garcinia heterophylla là một loài thực vật có hoa trong họ Bứa. Loài này được Merr. mô tả khoa học đầu tiên năm 1917.